# Streptanus dubitans
Streptanus dubitans är en insektsart som beskrevs av Melichar 1900. Streptanus dubitans ingår i släktet Streptanus och familjen dvärgstritar. Inga underarter finns listade i Catalogue of Life.